# Karen Silkwood

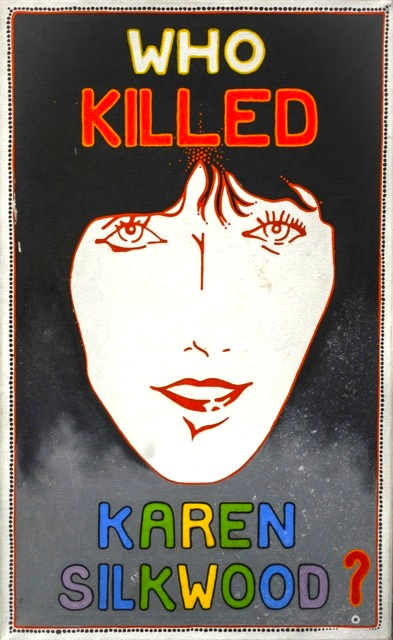
Plakat z archiwum Christic Institute

Karen Gay Silkwood (ur. 19 lutego 1946, zm. 13 listopada 1974) – amerykańska chemiczka i aktywistka, członkini związku zawodowego OCAW (Oil, Chemical & Atomic Workers Union).

## Życiorys
Pracowała w firmie Cimarron (Ker-McGee) przy produkcji plutonowych pelletów. Została zatrudniona jako technik laboratorium metalograficznego w fabryce plutonu. Działała w związku zawodowym OCAW, była pierwszą kobietą w zespole negocjacyjnym związku. Odkryła liczne naruszenia przepisów zdrowotnych w miejscu pracy, w tym wadliwy sprzęt do oddychania, niewłaściwie przechowywane próbki laboratoryjne i zbyt małą liczbę pryszniców dla pracowników. Związek OCAW oskarżył fabrykę Kerr-McGee o to, że produkowała wadliwe pręty paliwowe, sfałszowała zapisy kontroli produktów i stwarzała zagrożenie dla bezpieczeństwa pracowników. Groziło to procesem sądowym. Latem 1974 Silkwood zeznawała Komisji Energii Atomowej (AEC), że standardy bezpieczeństwa zostały zaniżone z powodu przyspieszenia produkcji.
W dniu 5 listopada 1974 Silkwood stwierdziła, że jej ciało zawierało prawie 400 razy więcej niż prawnie dopuszczalny poziom zanieczyszczenia plutonem. Następnego ranka, przed wyjazdem na spotkanie negocjacyjne OCAW, ponownie się zbadała i uzyskała pozytywny wynik na obecność plutonu, chociaż pracowała tego dnia w biurze. Przeszła intensywną dekontaminację. Dwa dni później na wejściu do zakładu stwierdzono, że jest niebezpiecznie skażona – wydychała skażone powietrze. Zespół lekarzy pojechał do jej domu i znalazł ślady plutonu na kilku powierzchniach, zwłaszcza w łazience i na lodówce. Skażony dom został rozebrany. Karen straciła część majątku. Wraz z partnerem Drew Stephensem i współlokatorką Dusty Ellis została wysłana do Los Alamos National Laboratory na testy w celu określenia stopnia skażenia organizmu. Silkwood uważała, że została skażona na terenie zakładu pracy. Kierownictwo firmy uważało, że doprowadziła do skażenia umyślnie, aby przedstawić zakład w negatywnym świetle.
Zebrała dokumentację swoich roszczeń, w tym dokumenty firmowe, i postanowiła ujawnić dowody w sprawie. Skontaktowała się z Davidem Burnhamem, dziennikarzem The New York Times, który był zainteresowany historią. W dniu 13 listopada 1974 Karen wyszła ze spotkania OCAW w kawiarni Hub w Crescent, i pojechała na spotkanie z dziennikarzem. Jeden z obecnych w kawiarni członków związku zeznał później, że Silkwood miała przy sobie segregator i paczkę dokumentów. Wsiadła do samochodu i pojechała samotnie do Oklahoma City, miasta oddalonego o ok. 30 mil (48 km). Miała się spotkać z reporterem i Steve’em Wodką, urzędnikiem krajowego biura jej związku. Wieczorem ciało Silkwood zostało znalezione w jej samochodzie, który zjechał z drogi i uderzył w przepust po wschodniej stronie State Highway 74. W samochodzie nie znaleziono żadnych dokumentów. Zdarzenie uznano za wypadek.
Jej historia została opisana w nominowanym do Oscara w 1983 filmie wyreżyserowanym przez Mike’a Nicholsa pt. Silkwood, w którym w jej rolę wcieliła się Meryl Streep.